# Powiat Nishikanbara
Powiat Nishikanbara (jap. 西蒲原郡 Nishikanbara-gun) – powiat w Japonii, w prefekturze Niigata. W 2024 roku liczył 7354 mieszkańców.

## Miejscowości
- Yahiko